# Лунный папа
«Лунный папа» — художественный фильм 1999 года режиссёра Бахтиёра Худойназарова совместного производства России, Германии, Швейцарии, Австрии, Таджикистана, Японии, Узбекистана и Франции.
Фильм получил Главный приз фестиваля «Кинотавр» в 2000 году.
В 2001 году Бахтиёр Худойназаров награждён премией «Ника» за лучшую режиссёрскую работу.

## Сюжет
В кишлаке Фархор жила семья: 18-летняя Мамлакат, её брат Насреддин, контуженный и сошедший с ума после войны, и отец. Семья держала чайхану, Мамлакат очень любила театр и выступала в самодеятельном танцевальном ансамбле в роли арбуза. Однажды после спектакля в лунную ночь она повстречала человека, который назвался актёром, и забеременела от него. Отец Мамлакат — Сафар — пытался найти «актёра», выкрадывая актёров местных театров и показывая их Мамлакат, однако ему это не удалось. Когда беременность стала очевидна сельчанам, они начали избегать Мамлакат, обзывать её и портить имущество её семьи. В процессе поисков Мамлакат знакомится с доктором по имени Алик. Не в состоянии сносить издевательства соседей, Мамлакат сперва пытается сделать аборт, а затем бросается под поезд, но её спасает случайно оказавшийся рядом Алик. Он решает жениться на Мамлакат. Радостный Сафар устраивает пышное торжество, на котором его вместе с женихом убивает свалившаяся с неба корова.
Спустя некоторое время лётчик-авантюрист Ясир посещает чайхану, в которой работает Мамлакат, и в разговоре упоминает, как упала недавно неаккуратно привязанная к самолёту корова, которую он пытался перевезти по воздуху. Мамлакат хватает револьвер отца и грозит Ясиру, а тот сообщает, что это он назвался актёром и является отцом ребёнка, предлагая жениться на Мамлакат и дать ребёнку свою фамилию — Булочкин. От волнений Ясир засыпает летаргическим сном, но сельчане всё равно агрессивно требуют Мамлакат выйти за него замуж. Преследуемая соседями, Мамлакат взбирается на крышу чайханы, Насреддин замыкает провода в щитке на стене, и крыша чайханы взмывает в воздух, унося вместе с собой Мамлакат, у которой начинаются схватки.

## В ролях
- Чулпан Хаматова — Мамлакат Бигмурадова
- Мориц Бляйбтрой — Насреддин Бигмурадов, её брат
- Николай Фоменко — Булочкин, лётчик; называет себя Ясир
- Ато Мухамеджанов — Сафар Бигмурадов, отец
- Мераб Нинидзе — Алимжан (Алик)

## Награды и номинации
- 1999 — международный кинофестиваль в Токио — приз за художественное решение (Бахтиёр Худойназаров)
- 2000 — Премия «Золотой овен» За лучший фильм (Игорь Толстунов)
- 2000 — кинофестиваль «Кинотавр» в Сочи:
  - Главный приз «Золотая роза» (Бахтиёр Худойназаров)[2]
  - приз жюри зрителей за лучшую женскую роль (Чулпан Хаматова)
- 2000	кинофестиваль «Лістапад» в Минске — специальные дипломы жюри кинематографистов — «За гармонию и поэтику киноязыка», «За магию кино» (Бахтиёр Худойназаров)
- 2001 кинопремия «Ника»:
  - премия за лучшую режиссёрскую работу (Бахтиёр Худойназаров)
  - номинация на премию за Лучший фильм
  - номинация на премию за Лучшую женскую роль (Чулпан Хаматова)
  - номинация на премию за Лучший сценарий (Ираклий Квирикадзе, Бахтиёр Худойназаров)
  - номинация на премию за Лучший звук (Рустам Ахадов)
- 2002 — кинофестиваль «Бригантина» — приз за лучшую женскую роль (Чулпан Хаматова)
- 2009 — Фестиваль российских фильмов «Спутник над Польшей» в Варшаве